# إتش إم إس هيرميس (95)
إتش إم إس هيرميس (بالإنجليزية: HMS Hermes) هي حاملة طائرات بريطانية بنيت لصالح البحرية البريطانية وهي تعتبر أول سفنية تصمم لتكون حاملة طائرات في العالم، شاركت السفينة في الحرب العالمية الثانية وغرقت نتيجة لقصق من الطائرات اليابانية في 9 أبريل 1942.